# Ootypus globosus
Ootypus globosus is een keversoort uit de familie harige schimmelkevers (Cryptophagidae). De wetenschappelijke naam van de soort werd in 1838 gepubliceerd door Joseph Waltl.